# Ghiraur
Ghiraur là một thị xã và là một nagar panchayat của quận Mainpuri thuộc bang Uttar Pradesh, Ấn Độ.

## Nhân khẩu
Theo điều tra dân số năm 2001 của Ấn Độ, Ghiraur có dân số 12.108 người. Phái nam chiếm 53% tổng số dân và phái nữ chiếm 47%. Ghiraur có tỷ lệ 54% biết đọc biết viết, thấp hơn tỷ lệ trung bình toàn quốc là 59,5%: tỷ lệ cho phái nam là 61%, và tỷ lệ cho phái nữ là 47%. Tại Ghiraur, 20% dân số nhỏ hơn 6 tuổi.